# 사이토 총독 암살미수 사건
사이토 총독 암살미수 사건은 1919년 9월 2일 신한촌노인단의 65세 독립운동가 강우규가 서울역에서 새로 부임하는 조선 총독 사이토 마코토에게 폭탄을 던져 죽이려고 한 사건이다. 그러나 폭탄은 사이토 마코토 총독에겐 맞지 않고 주위에 있던 일본 경찰 및 일부 외국인 등 37명이 죽거나 다쳤다.

## 배경
당시 사이토 마코토는 전 조선 총독 하세가와 요시미치의 뒤를 이어 제3대 조선 총독으로 부임하고 있었다. 사이토 마코토는 문화통치를 실시하려고 공표했으나 실제로 그는 해군대장 출신이었고 문화통치는 거짓이었다. 이것에 분노한 독립단 신한촌노인단의 65세 노인이자 독립운동가인 강우규는 사이토 총독의 암살을 계획하고 1919년 8월 러시아 블라디보스토크에서 연락선을 타고 원산을 거쳐 서울로 잡입하여 서울 안국동의 이도제의 집에서 은거하며 수류탄 1발을 가지고 사이토 총독의 부임을 기다렸다.

## 사건 과정
1919년 9월 2일 오후 5시 사이토가 탄 열차가 서울역에 도착했다. 서울역에 도착한 일본 관리들과 기자들의 마중을 받으며 사이토 마코토는 대기하고 있던 마차에 올랐다. 강우규는 이를 노리고 사이토가 마차에 오르는 순간 수류탄을 던졌다. 그러나 폭발이 사이토에게는 미치지 못하여 사이토는 아무런 상처도 입지 않고 의복만 약간 탔고 주위에 있던 경무총감 미즈노 렌타로, 미국 뉴욕 시장 존 프랜시스 하일런 (John Francis Hylan)의 딸이었던 해리슨 부인, 경기도 경시 스에히로, 육군 소장 무라다 등 30명이 부상당했고 2명의 일본인 기자가 즉사하는 등 총 37명이 죽거나 다쳤다.

## 강우규의 체포
사건 후 재거사를 위해 도주하던 강우규는 임재화의 집으로 피신했으나 1919년 9월 17일 조선인 형사 김태석에 의해 체포되었다. 1920년 4월 25일 사형이 언도되어 1920년 11월 29일 서대문형무소에서 교수형으로 순국했다. 그리고 공범으로 최자남, 허형, 오태영 등 10명이 투옥되었고 장익규와 한인곤은 심한 고문 끝에 옥사했다.

## 피해자
밑의 사람들을 포함해 약 40명의 사람들이 부상을 당하거나 죽었다.
- 미즈노 렌타로 - 경무총감
- 해리슨 부인 - 미국 뉴욕 시장의 딸
- 스에히로 - 경기도 경시
- 무라다 - 육군 소장

## 사건 가담자
- 강우규 - 1920년 11월 29일 처형
- 최자남 - 징역 3년 선고
- 허형 - 징역 1년 6개월 선고
- 오태영 - 구속
- 장익규 - 고문 끝에 옥사
- 한인곤 - 고문 끝에 옥사